# Internationales Musikfestival Beigang
Das Internationale Musikfestival Beigang (chinesisch: 北港國際音樂文化藝術節) ist ein Projekt der Beigang Philharmonic Association (chinesisch: 雲林縣北港愛樂協會) und wurde 2006 ins Leben gerufen und seither Jahr für Jahr erweitert. Mittlerweile ist es das größte internationale Musikfestival im Landkreis Yunlin, Taiwan. Das Festival bietet eine Konzertreihe, meist mit Blasmusik (solistisch, kammermusikalisch und orchestral) und ein Pädagogikprojekt im Rahmen des Chia-Hu Conservatory (chinesisch: 陳家湖音樂學院) in Beigang. Darüber hinaus wird ein interkulturelles Programm für die eingeladenen Musiker aus verschiedenen Ländern angeboten. Künstlerischer Leiter des Festivals ist der Pianist Heinz Chen.

## Beigang
Die Stadtgemeinde Beigang ist für den Chaotian Tempel bekannt, der wichtigste Tempel der Göttin Mazu. Abseits der geistlichen Feiertage lag jedoch das kulturelle Leben brach, weshalb die Beigang Philharmonic Association beschloss, ein Musikfestival ins Leben zu rufen und die Musikszene der Stadt zu beleben. Zentrum des Festivals ist Beigang, denn hier finden die meisten Konzerte statt, sowie das gesamte Unterrichtsprojekt und die Probenarbeiten mit dem Beigang Wind Orchestra.

## Geschichte

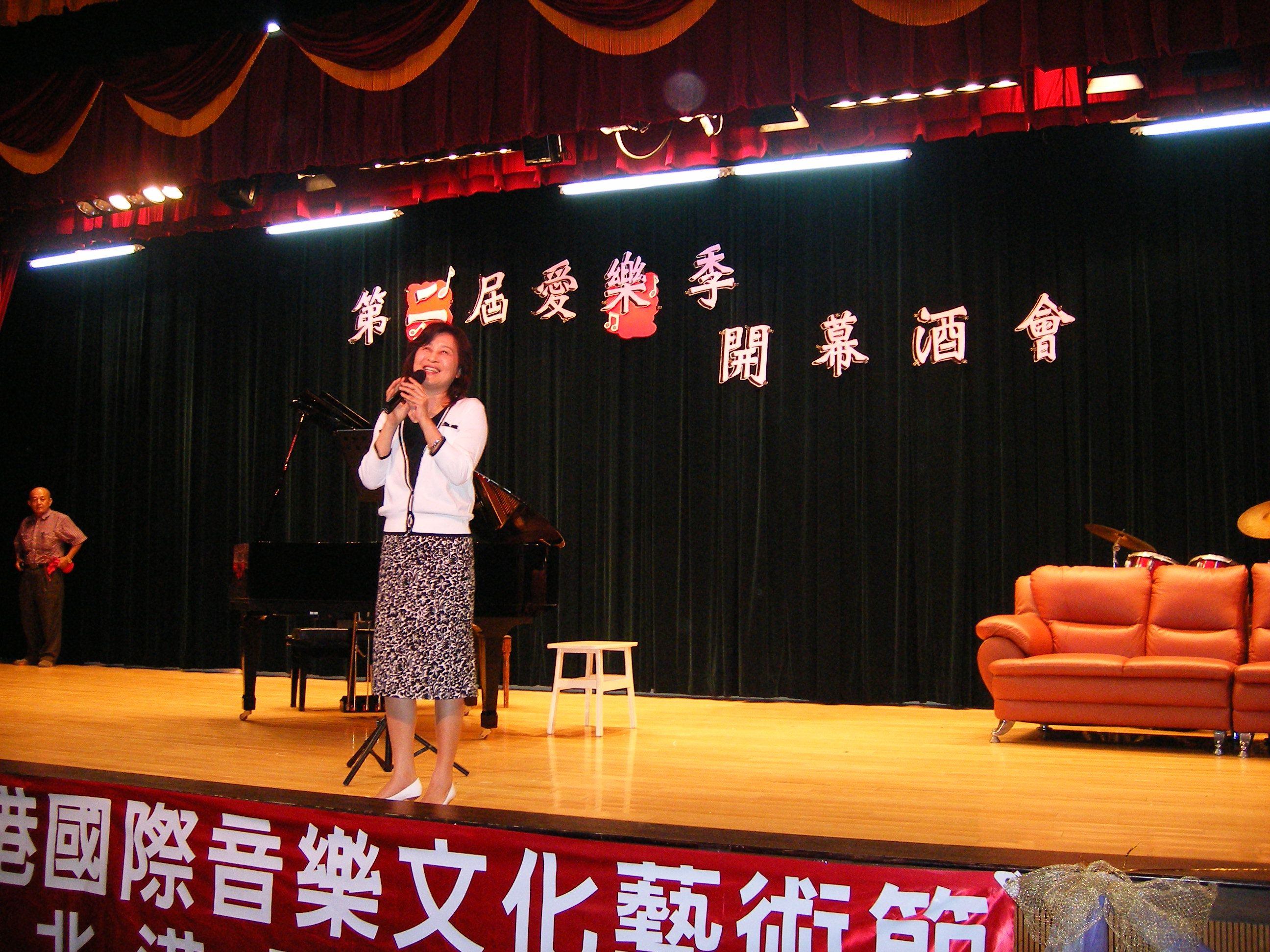
Landrätin Su Ji-Feng eröffnet das erste Beigang International Music Festival, 2006

Vorläufer des „Beigang International Music Festival“ war das „Beigang Music Festival“, das 2005 stattfand. 2006 wurde Heinz Chen zum künstlerischen Leiter des Festivals berufen und erhielt den Auftrag, die Veranstaltungsreihe auf ein internationales Niveau zu heben. Seither erfreute sich das Festival großer Beliebtheit unter Zuhörern, Medien und lokalen Politikern. Die Landrätin Su Ji-Feng war seit 2005 jährlich bei Veranstaltungen des Festivals. 2007 besuchte auch der Rektor der Hochschule für Musik Detmold, Martin Christian Vogel, das Festival in Beigang.

## Konzept
Die Konzertreihe findet zum überwiegenden Teil in Beigang statt. Daneben gibt es Aufführungen in Douliu und Sinying. Die Veranstaltungen bietet klassische abendländische Musik (die sogenannte „Ernste Musik“). Großen Andrang erlebten aber auch diverse Veranstaltungen mit Unterhaltungsmusik, wie das open air Konzert unter dem Motto „Cultural Interaction Night“ oder das „Club Concert“ in einem örtlichen Restaurant. Im Abschlusskonzert des zweiwöchigen Festivals wird das Orchesterprojekt präsentiert.
Das Festival versteht sich nicht nur als Kunst- und Musikveranstaltung, sondern auch als interkulturelles und vor allem als soziales Engagement: sämtliche Konzerte sind frei von Eintrittsgebühren. Darüber hinaus ist das Pädagogikprojekt ebenfalls frei, was von vielen musikinteressierten Kindern genutzt wird.

## Sponsoren
Zu den Unterstützern des Beigang International Music Festivals gehören neben der Stadt Beigang und dem Landkreis Yunlin auch das Kulturministerium der Regierung in Taipei. Musikmarken wie Jupiter Instruments und Kawai sind ebenfalls Sponsoren des Festivals. Darüber hinaus gehört auch der Chaotian Tempel zu den finanziellen Unterstützern sowie etliche örtliche Unternehmen. Das Festival 2009 wird auch finanziell von der Sibelius-Akademie gefördert.

## Berichterstattung in den Medien
Mehrere Zeitungen (unter anderem Epoch Times und das wöchentliche Magazin New Taiwan (chinesisch: 新台灣周刊)) und lokale Fernsehkanäle haben das Beigang International Music Festival mitverfolgt und in den Medien verbreitet. Auch ausländische Medien sind auf das Festival aufmerksam geworden, so erschien ein Artikel in der Lippischen Landeszeitung (Deutschland).

## Musiker
Bisher eingeladene Musiker sind:
- Lauri Bruins, Klarinette
- Anita Farkas, Flöte
- Paz Aparicio García, Saxophon
- Noémi Györi, Flöte
- Wilfried Stefan Hanslmeier, Posaune
- Philipp Hutter, Trompete
- Christina Jacobs, Saxophon
- Anniina Karjalainen, Trompete
- Sofia Kayaya, Flöte
- Mizuho Kojima, Posaune und Euphonium
- Zoltán Kövér, Trompete
- Anna Krauja, Sopran
- Paavo Maijala, Klavier
- Lauri Sallinen, Klarinette
- Juuso Wallin, Horn

## Beigang Philharmonic Association
Die Organisation des Festivals wird von der Beigang Philharmonic Association durchgeführt. Dieser Verein besteht ausschließlich aus freiwilligen Mitarbeitern, die das Projekt unentgeltlich verwirklichen.